# Hiéroglyphe égyptien S9
La double-plume, en hiéroglyphes égyptiens, est classifié dans la section S « Couronnes, vêtements, sceptres, etc. » de la liste de Gardiner ; il y est noté S9.

## Représentation
Il représente la double-plume, une coiffe divine composée de deux plumes d'autruche assemblées sur une attache. Il est parfois représenté à l'image de la couronne ammonienne ou de l'Hénou. Il est translittéré šw.ty. 

## Utilisation
| S9 | / | H6 | t · y | S9 |

| S9 | / | H6 | t · y | S9 |

| A28 | S9 |

| A28 | S9 |

nombreux dieux et rois à partir du Moyen Empire.